# Eleutherococcus senticosus
Espèce
Classification phylogénétique
Eleutherococcus senticosus est une espèce de plantes à fleurs de la famille des Araliaceae. C'est un buisson originaire de Sibérie et d'Asie du nord-est. Il peut atteindre 3 m. et supporte des climats froids (zone de rusticité USDA 3a à 8b).  
La racine est appelée improprement  Ginseng de Sibérie à cause de ses effets adaptogènes, étudiés et utilisés chez les sportifs du temps de l'URSS. Il est employé en homéopathie  et souvent mentionné comme complément alimentaire avec pour indication : fatigue, surmenage, herpes, immunodéficience,, et plus généralement qualité de vie des personnes âgées . L'écorce est également utilisée en médecine traditionnelle . 

## Dénomination
Synonymes : Eleutherococcus asperatus (Franch. & Sav.) Koidz, Acanthopanax asperatus Franch. & Sav., A. senticosus (Rupr. & Maxim.) Harms, Hedera senticosa Rupr. & Maxim.
Également nommé en français : Eleuthérocoque , ginseng sibérien, buisson du diable, racine de la taïga.
Maria Davydov recommandait en 2000 de ne pas utiliser le terme "ginseng sibérien" à cause de la confusion possible avec le ginseng  (Panax ginseng C.A. Mey). Aux États-Unis, seules les plantes ou dérivés de plantes du genre Panax peuvent être nommées, étiquetées ou vendues sous le nom "ginseng".

## Utilisation
Concernant les aspects pharmacologiques cette même publication notait à propos des éleutherococcus " Six composés présentent différents niveaux d'activité anti-oxydante, quatre montrent une action anti-cancer, trois montrent une activité hypocholestérolémiante, deux montrent des effets immunostimulants, et un une activité cholérétique, la capacité  modérée de diminuer le niveau d'insuline, une activité radio-protectrice, anti-inflammatoire, antipyrétique, anti-bactérienne."
Depuis lors, les publications se sont multipliées sur les composants des diverses parties de la plante (feuille , écorce , fruit ) qui confirment, in vitro ou en expérimentation animale , que la plante est une source significative d'anti-oxydants naturels et d'antimicrobiens. Parmi eux l'éteuthéroside B (syringine à l'effet hypoglycémiant chez le rat ) spécialement présente dans le rhizome et les racines  (qui se conserve mal dans la poudre de racine, disparait de 50% en 1 an et totalement en 3 ans) .  
Chez l'homme les indications de la médecine traditionnelle chinoise sont soumises à confirmation expérimentale : effet adaptogène, effet anti-œdémateux , etc.
Il n'y a pas d'incompatibilité médicamenteuse ni d'effet tératogène signalés , ni d'effet indésirable ou d'allergie décrits . La contrindication pour les sujets hypertendus, fréquemment citée, n'est pas démontrée . Sont rapportés, sans mention des dosages ingérés, des réactions cutanées et des insomnies .
Le séquençage progresse, l'ADN du chloroplaste a été publié en 2012 .